# Клелія Барб'єрі
Клелія Барб'єрі (італ. Clelia Barbieri; (13 лютого 1847 , Сан-Джованні-ін-Персічето, Провінція Болонья  — 13 липня 1870 , Сан-Джованні-ін-Персічето, Емілія-Романья ) — свята римо-католицької церкви, черниця, засновниця жіночої чернечої конгрегації «Малі Сестри Діви Марії Сумної». Є наймолодшою засновницею католицької чернечої згромадження в історії католицької церкви.

## Біографія
Клелія Барб'єрі народилася у бідній родині у 1847 році. Після смерті батька Клелія з 8-річного віку була змушена допомагати своїй матері на прядильній фабриці. З раннього віку вона відрізнялася насиченим духовним життям. Коли їй було 14 років, Клелія почала брати участь у католицькому русі, який займався релігійною діяльністю серед робітників. Священник Гаетано Гвідо доручав їй у такому юному віці навчати дівчаток Католицькому катехизму. В 1864 році відхилила пропозицію вийти заміж, вирішивши повністю присвятити себе Богу.
1 травня 1868 року, в 21-річному віці, заснувала разом із подругами Теодорою Баральді та Урсулою Донаті жіночу чернечу конгрегацію «Малі Сестри Божої Матері», яка стала займатися допомогою бідним та знедоленим. Через два роки після заснування чернечої згромадження померла від туберкульозу 13 липня 1870 року.

## Уславлення
27 жовтня 1968 року Клелія Барб'єрі зарахована до лику блаженних папою Павлом VI, 9 квітня 1989 року зарахована до лику святих папою Іваном Павлом II.
День пам'яті в католицькій церкві — 13 липня.